# North Greenland Ice Core Project

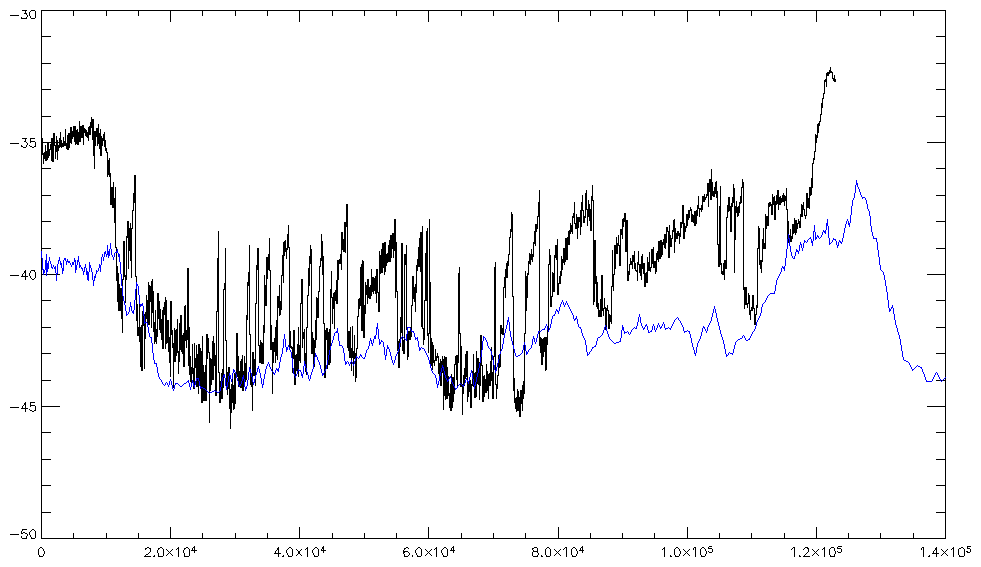
Andamento del Delta-O-18 in base ai dati della carota di ghiaccio NGRIP

Il North Greenland Ice Core Project (NGRIP o NorthGRIP) era un progetto di ricerca multinazionale europeo, collegato al Greenland Ice Core Project (GRIP) e condotto in Groenlandia sotto la supervisione della Fondazione europea per la scienza.
Il progetto era finanziato da otto nazioni europee: Belgio, Danimarca, Francia, Germania, Islanda, Italia, Svizzera e Regno Unito, oltre all'Unione europea.

## Sito di perforazione

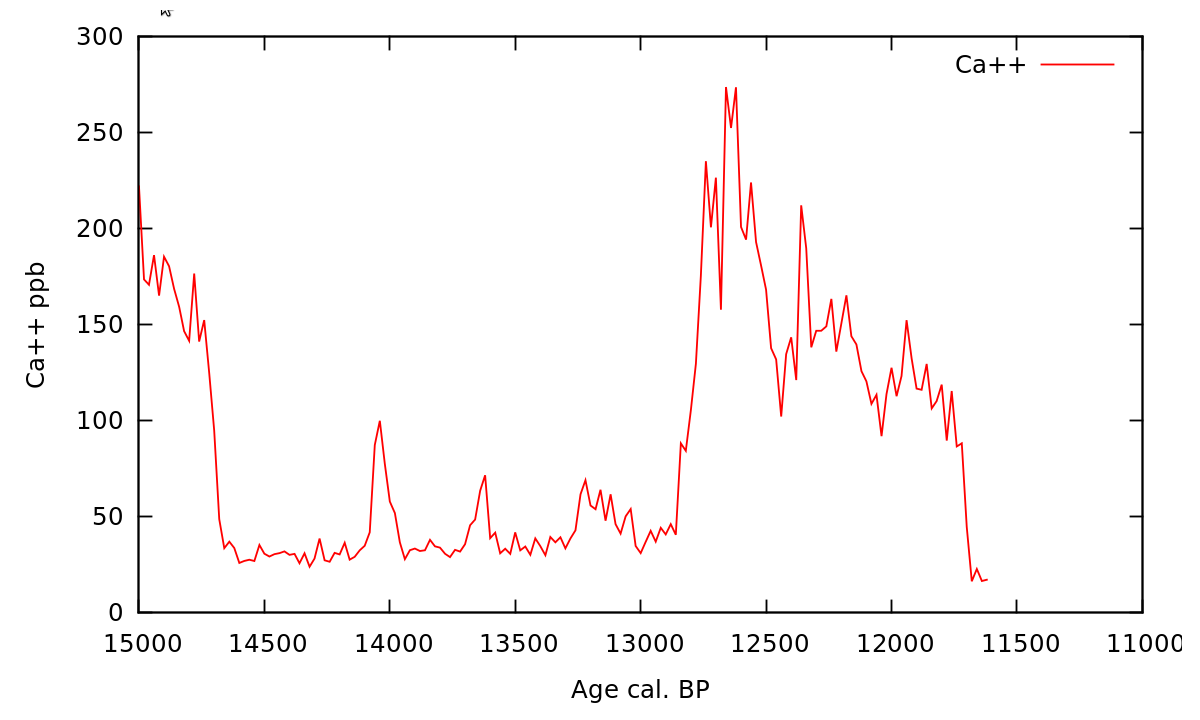
Concentrazione dello ione Calcio 2+ rispetto alla scala del tempo GICC05, rilevata nella carota di ghiaccio del NGRIP.

Il sito di perforazione del North Greenland Ice Core Project (NGRIP) fu scelto vicino al centro geografico della Groenlandia alle coordinate 75°01′N 42°32′W, in una zona situata a 2.197 m di altezza e dove il ghiaccio ha uno spessore di 3.085 m.
Il carotaggio cominciò nel 1999 e proseguì fino al 2003 quando fu raggiunto il substrato roccioso. La carota di ghiaccio perforata ha un diametro di 11 centimetri ed è stata portata in superficie suddividendola in segmenti di 3,5 metri di lunghezza.
Il sito del NGRIP fu scelto allo scopo di poter estrarre una carota lunga e senza interruzioni, in modo da coprire tutto il periodo di tempo dell'ultima era glaciale. Fu scelta una zona caratterizzata da una topografia di base piatta, in modo da evitare le distorsioni che avevano reso non affidabili le parti terminali delle carote del GRIP e del GISP. Inaspettatamente, si è trovato ghiaccio fuso sul fondo della carota del NGRIP, che si ritiene sia dovuto a un elevato flusso di calore geotermico in quel punto. 
Questo ha prodotto il vantaggio che gli strati finali erano meno compressi e sottili che nelle altre carote; in quella del NGRIP gli strati annuali risalenti a 105.000 anni fa hanno uno spessore di 1,1 cm, che è il doppio dei quelli del GRIP per lo stesso periodo di tempo.

## Risultati

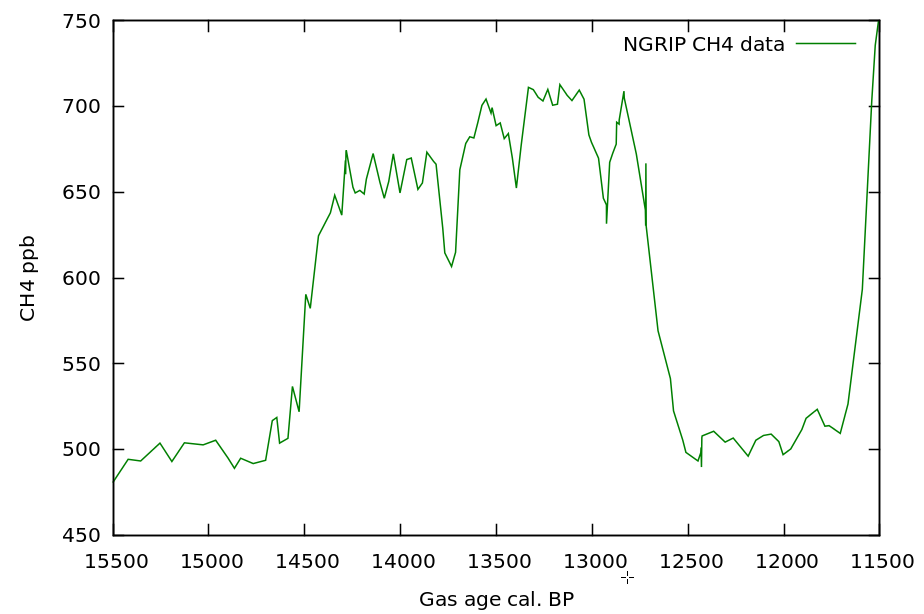
Concentrazione del Metano (CH4) rilevata nella carota di ghiaccio del NGRIP.

I dati del NGRIP aiutano a risolvere un problema manifestatosi con le carote del GRIP e del GISP2, cioè la scarsa affidabilità della porzione relativa all'interglaciale Riss-Würm. La carota NGRIP copre 5.000 anni di questo periodo e mostra che le temperature sono state abbastanza stabili, al pari di quelle dell'Olocene pre-industriale. Questo è confermato in particolare dai sedimenti contenuto nel segmento MD95-2042 della carota.
Nel 2003 il NGRIP ha recuperato quelli che sembrano essere residui di piante, trovati alla profondità di oltre tremila metri e che probabilmente risalgono ad alcuni milioni di anni fa. 
Il professor James White, dell'University of Colorado at Boulder, uno dei principali componenti del NGRIP, ha affermato: "Molti dei pezzi assomigliano a lamine di foglie o aghi di pino. Se questo fosse confermato, sarebbe il primo caso di materiale organico ricuperato da un progetto di perforazione di carote di ghiaccio."